# 산세바스티안데라고메라

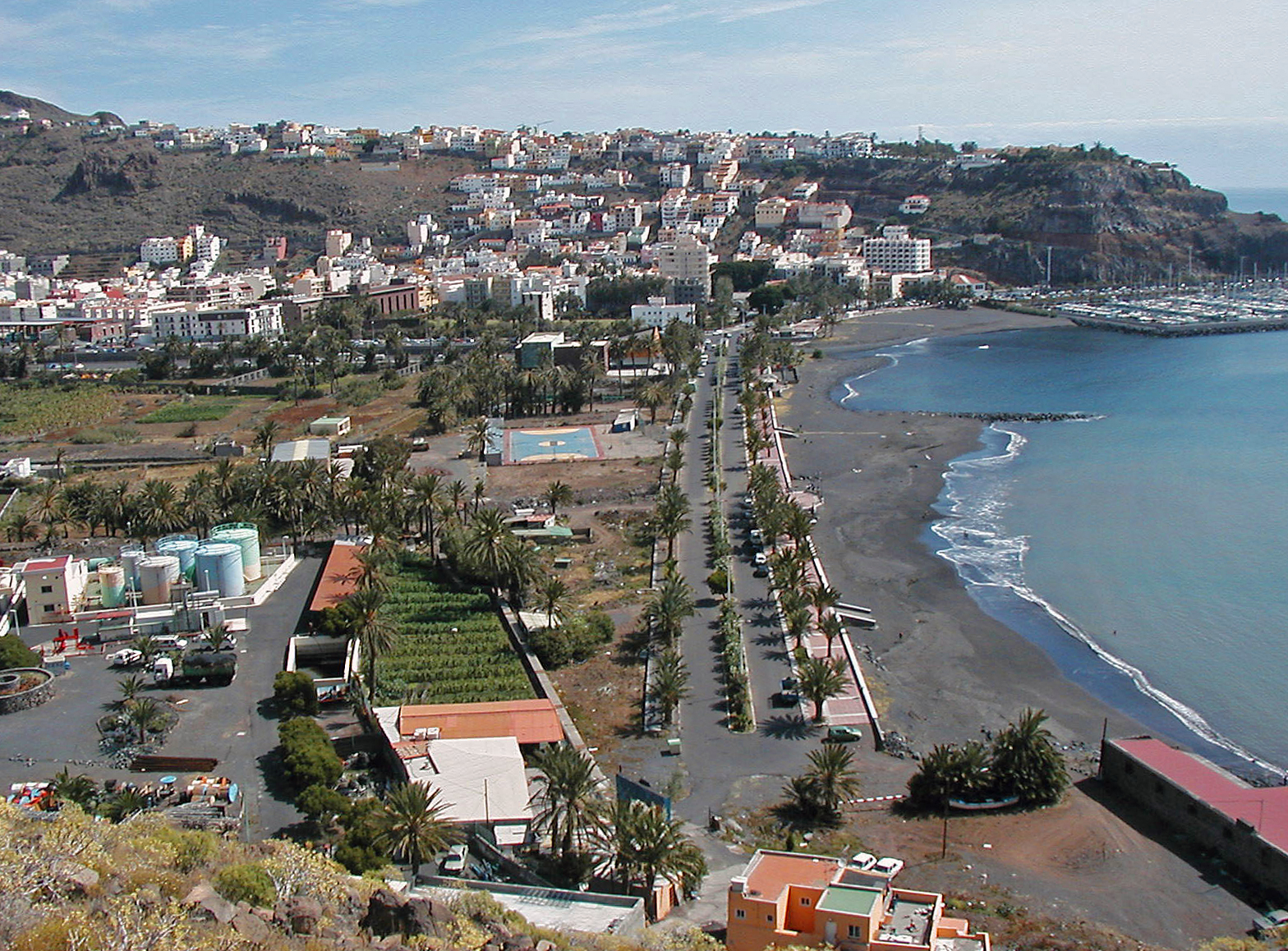

산세바스티안데라고메라(San Sebastián de La Gomera)는 스페인 카나리아 제도 라고메라주의 주도이자 자치단체이다. 또한 주요 항구를 관할한다. 2018년 기준 인구 수는 8,945명, 면적은 113.59제곱킬로미터(43.86제곱마일)이다.
항구에서는 테네리페섬, 라팔마섬, 엘이에로섬으로 가는 페리 노선을 운행한다.

## 역사
1492년 9월 6일, 크리스토퍼 콜럼버스는 식량을 재입고하고 수리를 마친 후 첫 번째 아메리카 대륙 탐험을 위해 산세바스티안데라고메라를 떠났다.